# Comocladia guatemalensis
Comocladia guatemalensis är en sumakväxtart som beskrevs av Donn. Smith. Comocladia guatemalensis ingår i släktet Comocladia och familjen sumakväxter. Inga underarter finns listade i Catalogue of Life.